# Eric Johansson (malíř)
Eric Johansson (29. dubna 1896 Drážďany, Německo – 4. června 1979 Täby, Švédsko) byl německý malíř a grafik. V roce 1937 byla jeho díla spolu s mnoha dalšími vystavena na výstavě Entartete Kunst v Mnichově.

## Život a dílo
Eric Johansson studoval v letech 1912–1919 na Drážďanské akademii umění, kde se učil u Otty Gussmanna, Roberta Sterla, Oskara Zwintschera, Carla Bantzera nebo Ludwiga von Hofmanna. Spřátelil se s malířem Ottou Griebelem a angažoval se v revolučních kruzích. Vstoupil do Komunistické strany Německa (KPD) a do roku 1924 patřil do Sdružení komunistických umělců "Červená skupina". Společně s Ottou Nagelem Johanssonem se v témže roce zúčastnil výstavy Mezinárodní asistence práce (IAH) v Sovětském svazu, kterou organizoval Willi Münzenberg. V Moskvě se Johansson také setkal s mladým Ho Či Minhem, kterého portrétoval. V roce 1925 vystoupil Johansson z KPD.
Po "zabavení moci" národními socialisty měl Johansson stále větší politické problémy. V roce 1933 byly jeho snímky vystaveny na drážďanské výstavě Zvrhlé umění. Byl odsouzen ke krátkému vězení a pak se mu v roce 1938 podařilo uprchnout do Švédska.